# Еритреја на Летњим олимпијским играма 2000.
Еритреја је на Летњим олимпијским играма 2000. у Сиднеју учествовала по први пут у својој историји. Делегација Еритреје сачињавало је 3 спортиста (два нушкарца и једна жена), који су се такмичили у три атлетске дисциплине.
Заставу Еритреје на свечаном отварању Игара носио је најмлађи члан делегације атлетичарка Nebiat Habtemariam.
На овим играма спортисти Еритреје нису освајали олимпијске медаље.

## Атлетика

#### Мушкарци
| Атлетичар Лични рекорд | Дисциплина | Група       | Група     | Полуфинале | Полуфинале | Финале           | Финале     | Детаљи |
| Атлетичар Лични рекорд | Дисциплина | Резултат    | Место     | Резултат   | Место      | Резултат         | Место      | Детаљи |
| ---------------------- | ---------- | ----------- | --------- | ---------- | ---------- | ---------------- | ---------- | ------ |
| Bolota Asmeron         | 5.000 м    | 14:15,26    | 16 у гр 2 |            |            | Није се пласирао | 32/36 (38) |        |
| Yonas Kifle            | 10.000 м   | 28:08,59 НР | 14 у гр 2 |            |            | Није се пласирао | 20/34      |        |

Жене
| Атлетичарка Лични рекорд | Дисциплина | Групе       | Групе     | Полуфинале | Полуфинале | Финале            | Финале     | Детаљи |
| Атлетичарка Лични рекорд | Дисциплина | Резултат    | Место     | Резултат   | Место      | Резултат          | Место      | Детаљи |
| ------------------------ | ---------- | ----------- | --------- | ---------- | ---------- | ----------------- | ---------- | ------ |
| Nebiat Habtemariam       | 5.000 м    | 16:30,41 НР | 15 у гр 1 |            |            | Није се пласирала | 44/49 (50) |        |